# Alexander Hellström
Alexander Hellström (* 17. April 1987 in Falun) ist ein schwedischer Eishockeyspieler, der seit 2018 erneut beim IF Björklöven in der HockeyAllsvenskan unter Vertrag steht.

## Karriere
Alexander Hellström begann seine Karriere als Eishockeyspieler in der Nachwuchsabteilung des IF Björklöven, für dessen Profimannschaft er von 2004 bis 2007 in der HockeyAllsvenskan, der zweiten schwedischen Spielklasse, aktiv war. In diesem Zeitraum wurde er im NHL Entry Draft 2006 in der siebten Runde als insgesamt 184. Spieler von den St. Louis Blues ausgewählt, für die er allerdings nie spielte. Stattdessen lief der Verteidiger von 2007 bis 2009 für deren Farmteams, die Peoria Rivermen aus der American Hockey League und die Alaska Aces aus der ECHL auf. Zur Saison 2009/10 wurde der ehemalige Junioren-Nationalspieler von den St. Louis Blues in seine schwedische Heimat an den Luleå HF ausgeliehen. Für diesen erzielte er in 45 Spielen ein Tor und gab eine Vorlage. 
Zur Saison 2010/11 verließ Hellström die Organisation der St. Louis Blues und schloss sich dem HK Sibir Nowosibirsk aus der Kontinentalen Hockey-Liga an. Nach einem Jahr in Nowosibirsk wurde er im Juli 2011 vom KHL-Neuling HC Lev Poprad verpflichtet, kam jedoch im Laufe der anschließenden Saison 2011/12 auch für den HK Poprad in der slowakischen Extraliga zum Einsatz. Zwischen 2012 und 2015 stand der Verteidiger für IF Björklöven auf dem Eis und stieg mit der Mannschaft im Anschluss an die Saison 2012/13 in die HockeyAllsvenskan, die zweithöchste Spielklasse Schwedens, auf. Ab der Saison 2013/14 fungierte er als Assistenzkapitän des Teams, bevor er im März 2015 zum Örebro HK in die Svenska Hockeyligan wechselte. 
2018 kehrt er zu seinem Heimatverein zurück.

### International
Für Schweden nahm Hellström an der U18-Junioren-Weltmeisterschaft 2005 sowie der U20-Junioren-Weltmeisterschaft 2007 teil. Dabei gewann er mit der U18-Nationalmannschaft die Bronzemedaille bei der WM 2005. Zudem bestritt er von 2003 bis 2007 für verschiedene Juniorenteams seines Landes zahlreiche Testspiele.

## Erfolge und Auszeichnungen
- 2005 Bronzemedaille bei der U18-Junioren-Weltmeisterschaft

## Statistik
Stand: Ende der Saison 2010/11